# Stomias gracilis
Stomias gracilis és una espècie de peix de la família dels estòmids i de l'ordre dels estomiformes.

## Morfologia
- Els mascles poden assolir 26 cm de longitud total.[4][5]

## Depredadors
A Nova Zelanda és depredat per Micromesistius australis.

## Hàbitat
És un peix marí i d'aigües temperades que viu entre 200- 1.250 m de fondària.

## Distribució geogràfica
Es troba en aigües subantàrtiques.